# Vonyarcvashegy, Zala
Vonyarcvashegy  este un sat în districtul Keszthely, județul Zala, Ungaria, având o populație de 2.240 de locuitori (2011). 

## Demografie
Componența etnică a satului Vonyarcvashegy
     Maghiari (91,68%)
     Germani (7,01%)
     Necunoscut (0,92%)
     Alții (0,38%)
Componența confesională a satului Vonyarcvashegy
     Fără religie (6,83%)
     Reformați (2,23%)
     Luterani (1,25%)
     Necunoscută (89,02%)
     Atei (0,67%)
     Alte religii (1,25%)
Conform recensământului din 2011, satul Vonyarcvashegy avea 2.240 de locuitori. Din punct de vedere etnic, majoritatea locuitorilor (91,68%) erau maghiari, cu o minoritate de germani (7,01%). Apartenența etnică nu este cunoscută în cazul a 0,92% din locuitori. Nu există o religie majoritară, locuitorii fiind persoane fără religie (6,83%), reformați (2,23%) și luterani (1,25%). Pentru 89,02% din locuitori nu este cunoscută apartenența confesională.